# Burnett Highway

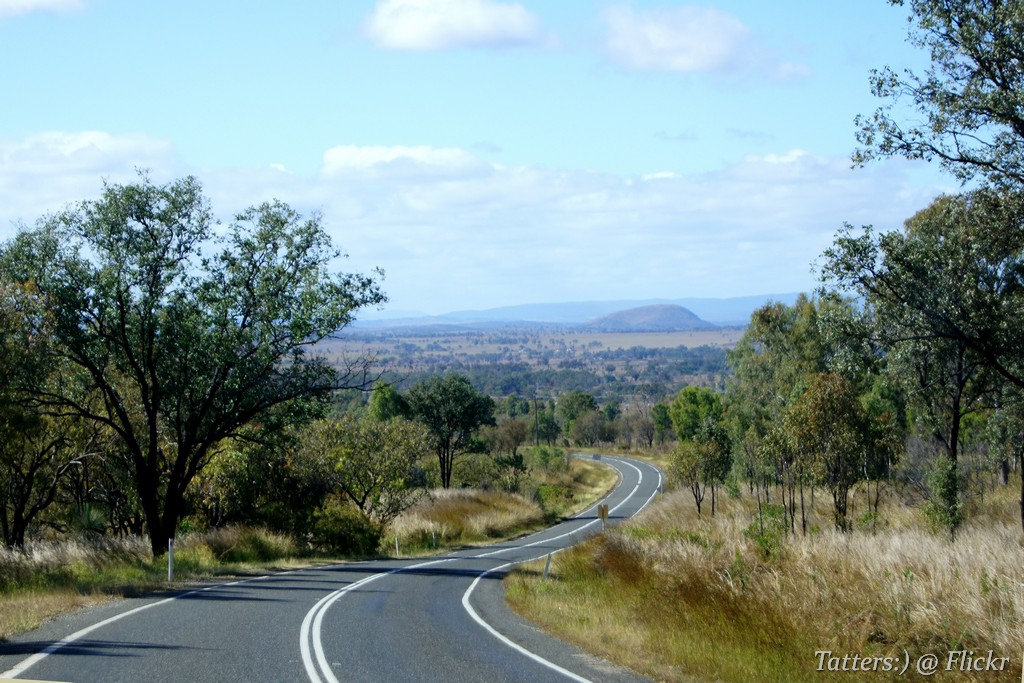
La Burnett Highway près de Binjour.

La Burnett Highway  est une route à l'intérieur des zones rurales située dans le Queensland, en Australie. La route de direction générale nord-sud, va de sa jonction avec la Bruce Highway, juste au sud de Rockhampton, à Nanango. Longue d'environ 550 kilomètres, elle doit son nom au fleuve Burnett qu'elle traverse un certain nombre de fois. 

## Liste des villes et villages sur la Burnett Highway
- Bouldercombe
- Mount Morgan
- Dululu
- Jambin
- Biloela
- Monto
- Eidsvold
- Gayndah
- Goomeri
- Nanango